# Gare de Bourbourg
Gare de Bourbourg vasútállomás Franciaországban, Bourbourg településen.

## Vasútvonalak
Az állomást az alábbi vasútvonalak érintik:
- Coudekerque-Branche–Fontinettes-vasútvonal

## Kapcsolódó állomások
A vasútállomáshoz az alábbi állomások vannak a legközelebb:
- Gare de Courghain
- Gare de Gravelines